# Tramvaj
Trámvaj (tudi tramváj) ali eléktrična céstna želéznica je tirno vozilo, ki je lažje od vlaka, namenjeno za prevoz potnikov (včasih tudi tovora). Tramvaji se od železniških sistemov razlikujejo po tem, da so tiri tramvajske proge postavljeni na mestne ulice, običajno na neko stezo, ki je rezervirana za tramvajski sistem. Druga razlika je tudi v dolžini vozila, saj tramvaj običajno sestavljajo le eden do tri vagoni.
Tramvajski sistemi so pogosti v Evropi in so bili tudi pogosti drugje v zahodnem svetu. Po drugi svetovni vojni je veliko svetovnih mest ukinilo tramvaje in namesto njih uvedlo omrežje trolejbusov in avtobusov (tudi Ljubljana). Danes pa se tramvaji v sodobni obliki spet vračajo v mnoga mesta, čeprav se sedaj njihova vloga marsikje kombinira z mestno železnico ali podzemno železnico.